# Voința Națională

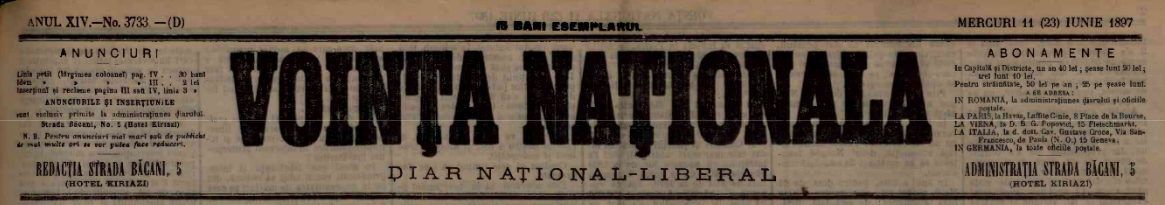

Voința națională, cu subtitlul Diar al Partidului Național Liberal a fost un ziar al acestui partid care a apărut în perioada 10 iulie 1884 – 13 aprilie 1914. Ziarul a fost condus inițial de Alexandru D. Xenopol. Printre redactorii săi s-au numărat N. D. Xenopol (fratele mai mic al istoricului A. D. Xenopol, redactor între 1886-1887), Ion Luca Caragiale (înainte de 1890), Ioan Slavici (colaborator în 1893) sau Barbu Ștefănescu-Delavrancea (mai ales în perioada 1887-1894). Un alt director al ziarului a fost George C. Cantacuzino-Râfoveanu.